# 密花豆
密花豆（学名：Spatholobus suberectus）为豆科密花豆属下的一个种。其干燥藤茎可入药，称为鸡血藤。

## 外部連結
- 雞血藤 Jixueteng（页面存档备份，存于） 中藥材圖像數據庫 (香港浸會大學中醫藥學院)

## 扩展阅读
- 图片